# Robert Taylor
Robert Taylor, nome artístico de Spangler Arlington Brugh (Filley, Nebraska, 5 de agosto de 1911 — 8 de junho de 1969) foi um ator estadunidense.

## Biografia
Era filho único de Spangler Andrew Brugh, um médico, e de sua esposa, Ruth Stanhope Brugh. Quando jovem, Spangler Arlinghton era tímido e muito estudioso, e estudava violoncelo. Muitas vezes, acompanhava o pai nas visitas domésticas que fazia como médico e assistia todo o seu trabalho - desde partos até amputações - mostrando-se muito interessado na profissão de Hipócrates. As amigas da mãe faziam comentários sobre sua beleza, e ela lhes dizia que estava determinado a manter o jovem Arlinghton "puro" e "melhor do que os outros meninos", e sempre repetia: "Mostre-me o que um menino de doze anos é, e eu lhe mostrarei o que ele será pelo resto de sua vida".
No tempo em que cursava a universidade, Arlinghton já atingira a 1m80 de altura, sendo dotado de esplendorosos olhos azuis e belos cabelos castanhos escuros. Sua bela aparência e habilidade no tênis, além de outros esportes, lhe valeram grande popularidade. Esforçou-se por superar seus problemas de fala, e acabou por se dar muito bem como orador, com uma voz muito boa e bem articulada.
Graduando-se em 1929, decidiu tornar-se médico como seu pai, matriculando-se no Colégio Doane, a contragosto da mãe, que o queria nas lições de violoncelo. Vencido pela determinação da mãe, Arlinghton estudou música, e logo foi transferido para o Colégio de Pamona, em Claremond, na Califórnia. Sua mãe o acompanhou durante a trajetória, determinada que o jovem Arlinghtom se tornasse um artista, fosse como fosse.
Mas quando chegou a Pamona, foi levado a estudos de arte dramática. Popular entre as garotas, sua boa aparência atingira o ápice, e todas queriam namorá-lo. Fez parte integrante de um grupo de teatro do colégio, participando de numerosa peças, entre as quais Camille(profético!) e Journey's End. Logo, um tal de Ben Piazza, um caçador de talentos da Metro-Goldwyn-Mayer(MGM), lhe fez uma proposta de teste ao vê-lo numa atuação teatral, mas de início o jovem Arlinghton não se empolgou, pois queria terminar seus estudos e pegar o seu diploma em 1933. Piazza pediu-lhe então que o procurasse mais tarde.
Formado, o jovem Arlighnton ambicionava ser ator profissional, para isso, matriculou-se na Escola Dramática Neely Dixon, que preparava atores para Hollywood. Porém, o pai ficou doente, vindo a falecer em outubro de 1933, sem chegar a conhecer as glórias do filho na meca do cinema. Logo, a mãe e o filho se mudaram para a Califórnia.

### O primeiro teste e o nome artístico
Continuando os estudos em Neely Dixon, conseguiu um teste cinematográfico nos estúdios de Samuel Goldwyn, que não resultou em nada. Acidentalmente, despertou a atenção de Oliver Tinsdell, um instrutor dramático da MGM. Trabalhou arduamente com Tinsdell e, em fevereiro de 1934, foi premiado com um contrato de sete anos com a MGM, começando com 35 dólares por semana, com escala prevista para aumentos periódicos.
Logo, surgiu a necessidade de um nome artístico para o novo ator. Ida Kiverman, secretária particular e braço direito de Louis B. Mayer, sugeriu Robert Taylor. A mãe - muito vaidosa - queria que fosse Robert Stanhope. Porém, prevaleceu a vontade de Mayer, e Robert Taylor foi o nome escolhido e mantido.

### Os primeiros filmes
Nos estúdios, ninguém ignorava as pequenas possibilidades e o limitado talento do novo contratado, que tinha a seu favor um fato muito importante - fotografava excepcionalmente bem. Antes de arriscar um empréstimo à velha Fox, que necessitava de um ator jovem para fazer o namorado de Mary Carlisle, em Receita para a Felicidade/Handy Andy, em 1934, com o excelente Will Rogers, de quem Bob (apelido de Robert) Taylor diria mais tarde, que ele foi, em sua típica maneira americana, muito bondoso para com ele, e bastante encorajador.
Na MGM, logo vieram O Tesouro Enterrado/Buried Loot, em 1935; Especialistas em Amor/Society Doctor, 1935; Cadetes do Ar/West Point of The Air, 1935; O Cruzador Misterioso/Murder in the Fleet, também de 1935, onde se firmou em definitivo como o ídolo de todas as moças, recebendo um volume de cartas de fãs que já ultrapassavam Clark Gable, o que provava que ele estava agradando. Na ocasião, Robert Taylor já ganhava 450 dólares por semana. Veio então Melodia da Broadway de 1936/Broadway Melody of 1936, em 1936.
Nesta altura, a Universal Pictures estava a procura de um jovem e atraente ator, que pudesse com profundidade dar convicção ao papel de um médico em Magnificent Obsession, versão cinematográfica do romance de Lloyd C. Douglas (o mesmo autor de O Manto de Cristo (pt) - O Manto Sagrado (br)). A grande Irene Dunne, estrela do filme, concordou em tê-lo como galã, e passou a ser considerada como sua madrinha no cinema. Isto provocou uma avalanche de cartas para Bob, que aumentaram tanto que os executivos de Culver City, onde ficavam os estúdios da Metro, perceberam que tinham um importante novo astro nas mãos.

### O galã das maiores estrelas
Entre 1936 e 1939, Robert Taylor atuou ao lado de algumas das maiores estrelas de Hollywood: Janet Gaynor em Garotas do Interior/Small Town Girl (1936); Loretta Young em O Amor É Assim/Private Number (1936); Barbara Stanwyck em A Mulher que Eu Amo/His Brother's Wife (1936) e A Força do Coração/This Is My Affair (1936); Joan Crawford em Mulher Sublime/The Gorgeous Hussy (1937); Greta Garbo em A Dama das Camélias/Camillie (1937); Jean Harlow em Seu Criado, Obrigado/Personal Property (1937); Myrna Loy em Noite Feliz/Lucky Night (1939); e Hedy Lamarr em Flor dos Pântanos/Lady of the Tropics (1939).

### A Dama das Caméliase Greta Garbo
Em razão dos trajes de época lhe caíram muito bem em Mulher Sublime, Louis B. Mayer e Irving Thalberg, chefes de produção da MGM, acharam que já era chegado a hora dele contracenar com a divina Greta Garbo. E isso aconteceu em Camille (br: A Dama das Camélias; pt: Margarida Gauthier) filme dirigido por George Cukor. Taylor esteve impecável como Armand Duvall, o ardente apaixonado de Marguerite Gautier.
Dizem que foi Greta Garbo que o escolhera como galã, mas não foi bem isso. O que Mayer e Thalberg queriam mesmo era que o filme desse dinheiro e, para isso, nada melhor que reunir sua maior estrela, e o novo ator, cujo nome crescia a cada dia como uma das mais fortes rendas de bilheteria, e acertaram em cheio. Camille foi um dos campeões de bilheteria da década de 1930, e o segundo grande sucesso da carreira de Robert Taylor, valendo à Garbo a sua segunda indicação para o prêmio da Academia, na categoria de melhor atriz.

### Barbara Stanwyck
Virginia Bruce, então em processo de divórcio com John Gilbert, foi a primeira sophisticated lady a ensinar Robert Taylor como se livrar da ascendência da mãe. Depois de alguns meses, o romance com a loura atriz terminou, pois a MGM insistia para que não houvesse casamento, uma vez que o público feminino preferia ver o novo ídolo com a imagem de "disponível".
Bob contracenou com Barbara Stanwyck durante as filmagens de A mulher do meu irmão, mas eles já se conheciam pessoalmente, apresentados por Zeppo Marx, sócio de Stanwyck numa fazenda de criação de cavalos.
Ele estava completamente desimpedido, e ela, em processo de divórcio com Frank Fay. Barbara havia passado por grandes dificuldades e era, em muitas coisas básicas, o oposto de Bob. Faltava-lhe uma sólida educação, havia perdido os pais muito cedo, e viera para Hollywood via Broadway. A Metro continuava a desaprovar qualquer ideia de casamento, e assim o namoro entre Barbara e Bob se estendeu por três anos, resultando em casamento somente em maio de 1939.
A sinceridade de suas cenas românticas em A Mulher do Meu Irmão e A Força do Coração era inequívoca, e emocionou os fãs. Quando indagada pelos repórteres, Barbara foi positiva na resposta: "O rapaz tem muito que aprender, e eu tenho muita coisa a ensinar". Dela, Bob disse: "Jamais encontrei em Nebraska uma mulher como Barbara".

### A década de 1940
Em 1940, Robert Taylor alcançou um dos seus maiores sucessos, num filme que ele havia considerado o melhor que havia feito, e no qual teve o seu desempenho preferido, A Ponte de Waterloo, sob a direção de Mervyn LeRoy. Vivien Leigh, que dois anos antes tivera um papel menor em um outro filme de Bob, Um Ianque em Oxford/A Yank at Oxford, de Jack Conway, tivera seu nome creditado antes do dele, devido ao resultado recente do magnífico triunfo de ... E o Vento Levou/Gone With the Wind, em 1939.
Foi neste filme em que Robert Taylor apareceu com os caprichados bigodinhos que tão bem o identificaram em outros filmes posteriores, embora vez ou outra, os raspasse caso o papel exigisse, como Gentil Tirano/Billy The Kid, em 1941, seu primeiro western.
Em 1942, Bob contracenou com Lana Turner, em Estrada Proibida/Johnny Eager, e onde teve uma de suas melhores interpretações, além de um de seus grandes sucessos comerciais, claro, com o apoio natural da atração que lana representava na época, como o maior símbolo sexual do cinema. Mas quem levou a melhor neste filme de Mervyn Le Roy foi Van Heflin, que abiscoitou o Oscar de melhor ator coadjuvante, por seu desempenho no filme.

### Combatente da II Guerra Mundial
Para horror de sua mãe e da esposa Barbara, Bob resolveu se alistar como piloto civil durante a II Guerra Mundial, interesse despertado durante as filmagens de Supremo Comando/Flight Command, em 1940. Em pouco tempo, estava pilotando seu próprio avião.
Em 1943 fez dois filmes sobre operações bélicas: As Pontes do Inferno/Stand By Action e A Patrulha de Bataan/Bataan. No mesmo ano, como piloto civil, alistou-se no corpo aéreo da marinha e, comissionado a tenente, solicitou que o escalassem para serviços de combate. Todavia, pelos seus 32 anos, foi considerado muito velho e foi recusado. O aproveitaram, porém, como instrutor de voo, e por ter experiência em Hollywood, orientou o trabalho de diversos filmes sobre treinamentos, desligando-se do serviço ativo em 1946.

### Volta à vida civil
Retornou a Hollywood em 1946, atuando ao lado de Katharine Hepburn em Correntes Ocultas/Undercurrent, filme considerado razoável, quando ele precisaria de algo melhor para se recuperar dos três anos passados longe dos estúdios e do público.
O casamento de Bob e Barbara já não ia bem também, e raramente passavam o tempo juntos, pois ele ficava tanto tempo com os amigos como uma fuga pelo desgosto de seu último filme, caçando, pescando, e dirigindo motocicleta, o que abateu tanto a esposa quanto a mãe, que ainda tentava interferir em sua vida. A propósito, Barbara Stanwyck e Ruth Stanhoope jamais se gostaram.
Outros filmes foram feitos com Robert Taylor entre 1946 e 1950, porém nenhum que tivesse o grande impacto que servisse para a recuperação de seu prestígio anterior.
Lábios que Escravizam/The Bribe (1949), com Ava Gardner, com quem teve um romance fora das telas, e ainda no auge da beleza, foi um razoável exemplar mediano de clássico noir. Sua co-estrela seguinte foi a jovem Elizabeth Taylor, então com 17 anos de idade. Uma história divertida revelou que ela o excitava tanto durante suas cenas de amor de Traidor/Conspirator, em 1950, que ele ordenou ao cameraman que o fotografasse da cintura para cima.

### Divórcio, outros filmes, novo casamento
Em 1950, enquanto estava na Itália estrelando o épico religioso Quo Vadis, cujas filmagens duraram sete meses, sob a direção de Mervyn LeRoy, em Hollywood os rumores sobre o seu divórcio enchiam as colunas de fofocas e jornais. Realmente, algo estava no ar, quando estourou de vez a notícia da "outra" com quem Bob Taylor se envolvera em Roma, a estrelinha italiana Lia de Leo, com uma diminuta participação no filme (identificada como a pedicure chutada por Nero (Peter Ustinov) na primeira cena em que este aparece, na seqüência em que personagem de Taylor, o General Marcus Vinícius, tem uma audiência com o imperador, que canta e proclama seus versos, enquanto uma escrava faz suas unhas).
Barbara largou tudo e tomou o primeiro avião para Roma. Encontrou tudo bem, uma vez que a ninfeta já havia sido descartada por Bob. Todavia, foi confirmada in loco a infidelidade do marido, e Barbara entrou com uma ação de divórcio tão logo regressassem aos Estados Unidos e, no início de 1951, estavam legalmente separados.
Após o divórcio, Bob teve rumorosos casos com mulheres, mas esse aspecto era mantido sob estrita privacidade, e sua vida sempre foi livre de escândalos. Seu cavalheirismo e sua afabilidade para com o belo sexo, o fruto da vida anterior e da influência materna, mantinham-no fora das manchetes picantes.
Um dos casos de Bob foi com a atriz Eleanor Parker, então uma bela jovem de 31 anos, que se apaixonou por Bob Taylor. Contracenaram em três filmes como par romântico: Seu Nome e Sua Honra/Above and Beyond (1953); Vale dos Reis/Valley of the Kings (1954); e Sangue Aventureiro/Many Rivers to Cross (1955). Foi durante as filmagens desta última película que Robert Taylor, em 1955, se casou com Ursula Thiess. Eleanor Parker recebeu a noticia com tristeza e decepção, uma vez que ainda nutria esperanças de casar com ele. Mas Bob a via como uma "outra Barbara Stanwyck.
Com Ursula Thiess, que era divorciada do diretor alemão George Thiess, e mãe de dois filhos, Bob a tinha como o tipo ideal de mulher para casar. Depois de uma carreira como modelo fotográfico, ela virou atriz. Foi uma união feliz, e que deixou Bob sossegado e responsável. Com ela, Bob Taylor adorava viver em seu rancho, em Mandeville Canyon, e ainda tinha uma bela mansão, e alegre e feliz, criava galinhas, cuidava da plantação, e cavalgava ao lado da esposa. Sentia-se um rei em companhia de Ursula, de seus filhos, e dos filhos que ela lhe dera - Tery (1955) e Tessa (1959) - levando uma vida muito sadia.
Na década de 1950, Taylor se especializou também em filmes de western/faroeste, onde se destacaram A Bela e o Renegado/Ride Vaquero (1953); A Última Caçada/The Last Hunt (1956); Irmão contra Irmão/Saddle in the Wind (1958); Duelo na Cidade Fantasma/The Law and the Jake Wade (1958); O Mensageiro da Morte/The Hangman (1959); e Pistolas do Sertão/Cattle King (1963).
Robert Taylor ainda foi o protagonista de filmes épicos, como Quo Vadis (1951); Ivanhoé, o Vingador do Rei/Ivanhoe (1952); Os Cavaleiros da Távola Redonda/Kinights of the Round Table (1954); e 'A Coroa e a Espada/Quentin Durward (1954).

### Últimos anos
Robert Taylor foi contratado da Metro-Goldwyn-Mayer por 25 anos ininterruptos (derrubando os 24 anos de Clark Gable). Ao expirar o prazo de seu último contrato com a MGM, fez nos estúdios de Culver City um thriller criminal razoavelmente bom, A Bela do Bas-fond/Party Girl, em 1958, sob direção de Nicholas Ray.
Em 1959, Taylor decidiu corajosamente ingressar na televisão, onde atuou como protagonista na série The Detectives, na ABC, interpretando o Capitão Matt Holbrook, que foi um sucesso imediato e total. Transferiu-se para o canal NBC para fazer Robert Taylor's Detectives, variação do tema anterior, e co-estrelado pelo iniciante Adam West.
Em 1964 voltaria a contracenar com Barbara Stanwick no filme de horror The Night Walker.
De 1966 a 1969, atuou ainda na televisão como anfitrião e astro ocasional em Death Valley Days, função que ele recebeu do amigo Ronald Reagan, que deixou a televisão para ingressar na política, onde se elegeria governador do estado da Califórnia, em 1966.
Participou em filmes de televisão como astro convidado, na série Hondo, e também no western A Volta do Pistoleiro/Return of the Gunfighter (1966), para a MGM-TV, que marcou sua volta a Culver City, para uma despedida definitiva.
Entre 1964 e 1968, fez seus últimos filmes nos Estados Unidos e na Europa, nenhum porém com boa representatividade para a carreira em declínio, consciente de que seus bons tempos já haviam passado.
Fumante inveterado, Bob consumia três maços de cigarros por dia, e a isso foi atribuído o câncer que o atacou nos pulmões. Diagnosticado o mal, teve extirpado o pulmão direito, em outubro de 1968. Abandonou o fumo, deixou de beber e passou a dormir mais cedo. Mas aí já era tarde demais. A doença continuou a progredir e o consumia rapidamente. Na primavera de 1969, a deterioração era generalizada, e em 8 de junho do mesmo ano, Robert Taylor, um dos mais carismáticos galãs do cinema, morria no St. John's Hospital de Santa Monica, na Califórnia, aos 57 anos de idade.
Não obstante os estragos que o câncer havia lhe causado aos pulmões, ocasionando indescritíveis agonias durante seu último ano de vida, ele enfrentou o fim com resignação e coragem.
No necrológio feito durante os funerais, disse Ronald Reagan: "Talvez cada um de nós tenha sobre ele lembranças próprias e diferentes, porém, de alguma forma, todas elas nos levam a um homem fino, delicado e gentil".
Encontra-se sepultado no Forest Lawn Memorial Park (Glendale), Glendale, Los Angeles, nos Estados Unidos.

## Filmografia parcial
- 1934 - Handy Andy (br: Receita para Felicidade)
- 1935 - Buried Loot (br: Tesouro Enterrado)
- 1935 - Society Doctor (br: Especialistas de Amor)
- 1935 - West Point of the Air (br: Cadetes do Ar)
- 1935 - Magnificent Obsession (br: Sublime Obsessão)
- 1935 - Broadway Melody of 1936 (br: Melodia da Broadway de 1936)
- 1936 - His Brother's Wife (br: A Mulher de Meu Irmão)
- 1936 - Private Number (br: O Amor É Assim)
- 1936 - A Small Town Girl
- 1936 - The Gorgeous Hussy (br: Mulher Sublíme)
- 1937 - Camille (br: A Dama das Camélias)
- 1937 - This Is My Affair (br: A Força do Coração)
- 1937 - Broadway Melody 1938 (br: Melodia da Broadway 1938)
- 1938 - Three Comrades (br: )
- 1938 - A Yank at Oxford (br: Um Ianque em Oxford)
- 1938 - The Cross Roars (br: Fibra de Campeão)
- 1939 - Stand up the Fight (br: Amor de Espião)
- 1939 - Lucky Night (br: Noite Feliz)
- 1939 - Lady of the Tropics (br: Flor dos Trópicos)
- 1939 - Remember?
- 1940 - Flight Command (br: Supremo Comando)
- 1940 - Waterloo Bridge (br: A Ponte de Warteloo)
- 1941 - Billy The Kid (br: Gentil Tirano)
- 1941 - When Ladies Meet (br: De Mulher para Mulher)
- 1942 - Johnny Eager (br: Estrada Proibida)
- 1943 - Bataan (br: A Patrulha de Bataan)
- 1944 - Song of Russia(br: A Canção da Rússia)
- 1946 - Undercurrent (br: Correntes Ocultas)
- 1949 - The Bribe (br: Lábios que Escravizam)
- 1949 - Conspirator (br/pt: Traidor)
- 1950 - The Devil's Doorway (br: O Caminho do Diabo)
- 1951 - Quo Vadis (br: Quo Vadis?)
- 1952 - Ivanhoe (br: Ivanhoé, o Vingador do Rei)
- 1953 - Above and Beyond (br: Seu nome e Sua Honra)
- 1953 - Ride, Vaquero! (br: A Bela e o Renegado)- 1953
- 1953 - All the Brothers Were Valiant (br: Todos os Irmãos Eram Valentes)
- 1954 - Knights of the Round Table (br: Os Cavaleiros da Távola Redonda)
- 1954 - Valley of the Kings (br: O Vale dos Reis)
- 1954 - Rogue Cop (br: Pecado e Redenção)
- 1955 - Many Rivers to Cross (br: Sangue Aventureiro)
- 1955 - Quentin Durward (br: A Coroa e a Espada)
- 1956 - The Last Hunt (br: A última caçada)
- 1956 - D-Day the Sixth of June  (br: O Dia D)
- 1958 - Saddle the Wind (br: Irmão contra Irmão)
- 1958 - The Law of the Jake Wade (br: Duelo na Cidade Fantasma)
- 1958 - Party Girl (br: A Bela dos Bas-Fond)
- 1959 - The Hangman (br: O Mensageiro da Morte)
- 1959 - The House of the Seven Hawks (br: A Casa dos 7 Gaviões)
- 1960 - Killers of the Kilimanjaro (br: A Morte Vem do Kilimanjaro)
- 1963 - Castle King (br: Pistolas do Sertão)
- 1964 - The Night Walker (br: Quando Descem as Sombras)
- 1966 - Return of the Gunfighter (br: A Volta do Pistoleiro) (televisão)
- 1967 - Savage Pampas (br: O Selvagem dos Pampas)
- 1968 - The Glass Sphinx (br: A Esfinge de Cristal)